# Sultanhanı, Aksaray
Sultanhanı là một thị trấn thuộc huyện Aksaray, tỉnh Aksaray, Thổ Nhĩ Kỳ. Dân số thời điểm năm 2010 là 10.276 người.